# Marlon Harewood
Marlon Anderson Harewood (født 25. august 1979 i Birmingham, England) er en engelsk fodboldspiller, der spiller i Premier League for Blackpool F.C. Han har spillet for klubben siden august 2010. Tidligere har han blandt andet repræsenteret Nottingham Forest, West Ham og Aston Villa.